# Zonotriche decora
Zonotriche decora là một loài thực vật có hoa trong họ Hòa thảo. Loài này được (Stapf) J.B.Phipps miêu tả khoa học đầu tiên năm 1964.